# Tumlong
Tumlong es una aldea del estado indio de Sikkim. Está situada en el Distrito de Sikkim septentrional, y fue la tercera capital del Reino de Sikkim, entre 1793 y 1894. En la localidad se firmó el tratado homónimo en 1861, por el cual Sikkim se convirtió en un Protectorado británico.